# Тележная улица
Теле́жная у́лица — улица в Центральном районе Санкт-Петербурга. Проходит от Харьковской улицы до изгиба. Далее продолжается Чернорецким переулком.

## История

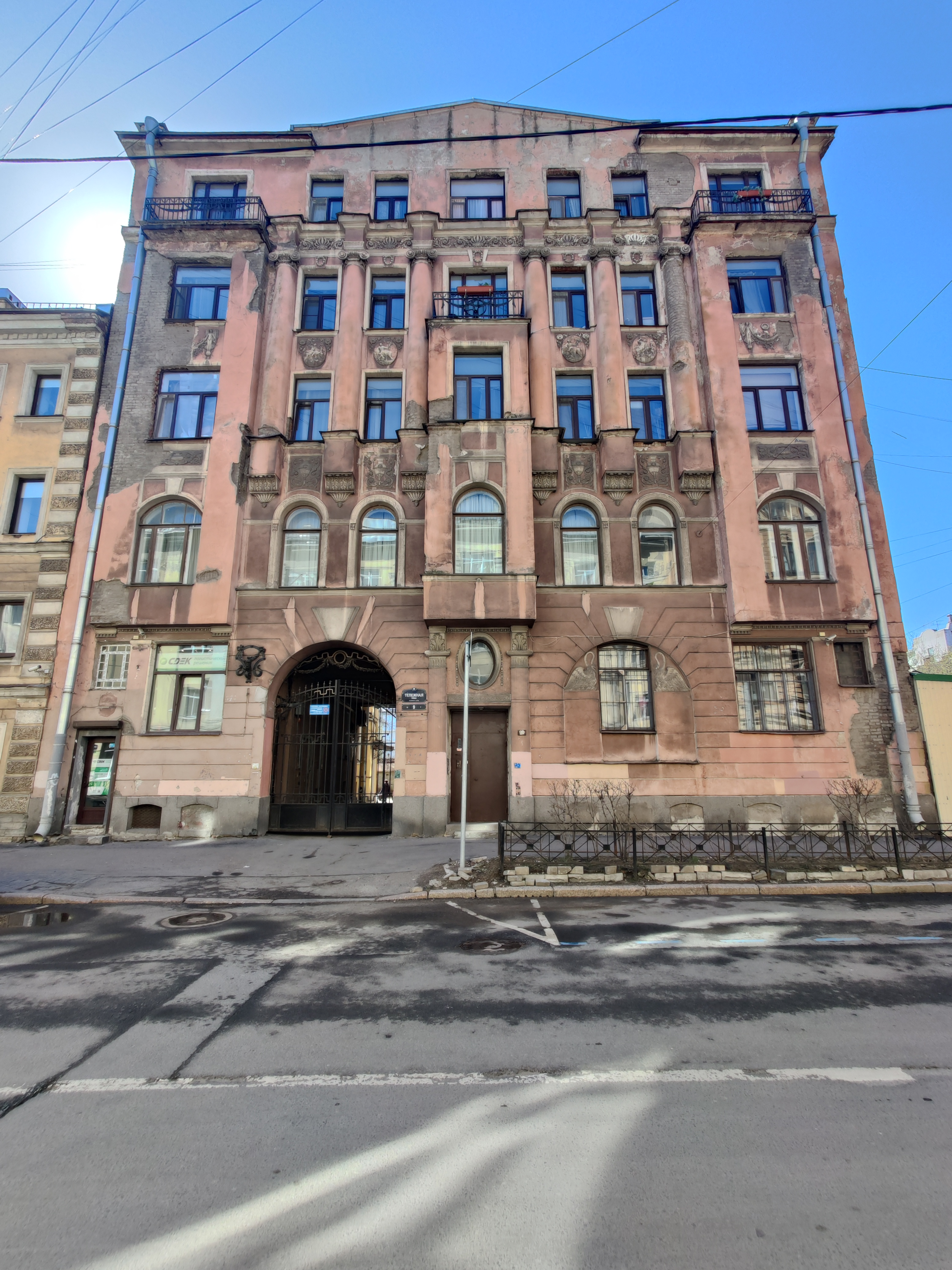
Тележная, д.9

- На плане 1753 года обозначена как Новая Першпективная улица. Проходила от площади Восстания до изгиба, включая современную Гончарную улицу.
- В XVIII веке предполагалось перенести сюда трассу Невского проспекта.
- С 1821 по 1829 годы — Малая Невская улица. Название дано по Невскому проспекту. Проходила от Харьковской улицы до улицы Профессора Ивашенцова.
- Современное название известно с 1836 года. Связано с тем, что по чётной стороне улицы располагались тележные ряды Торговой площади.
- На плане 1849 года был отмечен участок от улицы Профессора Ивашенцова до изгиба, хотя до того места улица была продлена только в 1896 году.

## Примечательные здания и сооружения

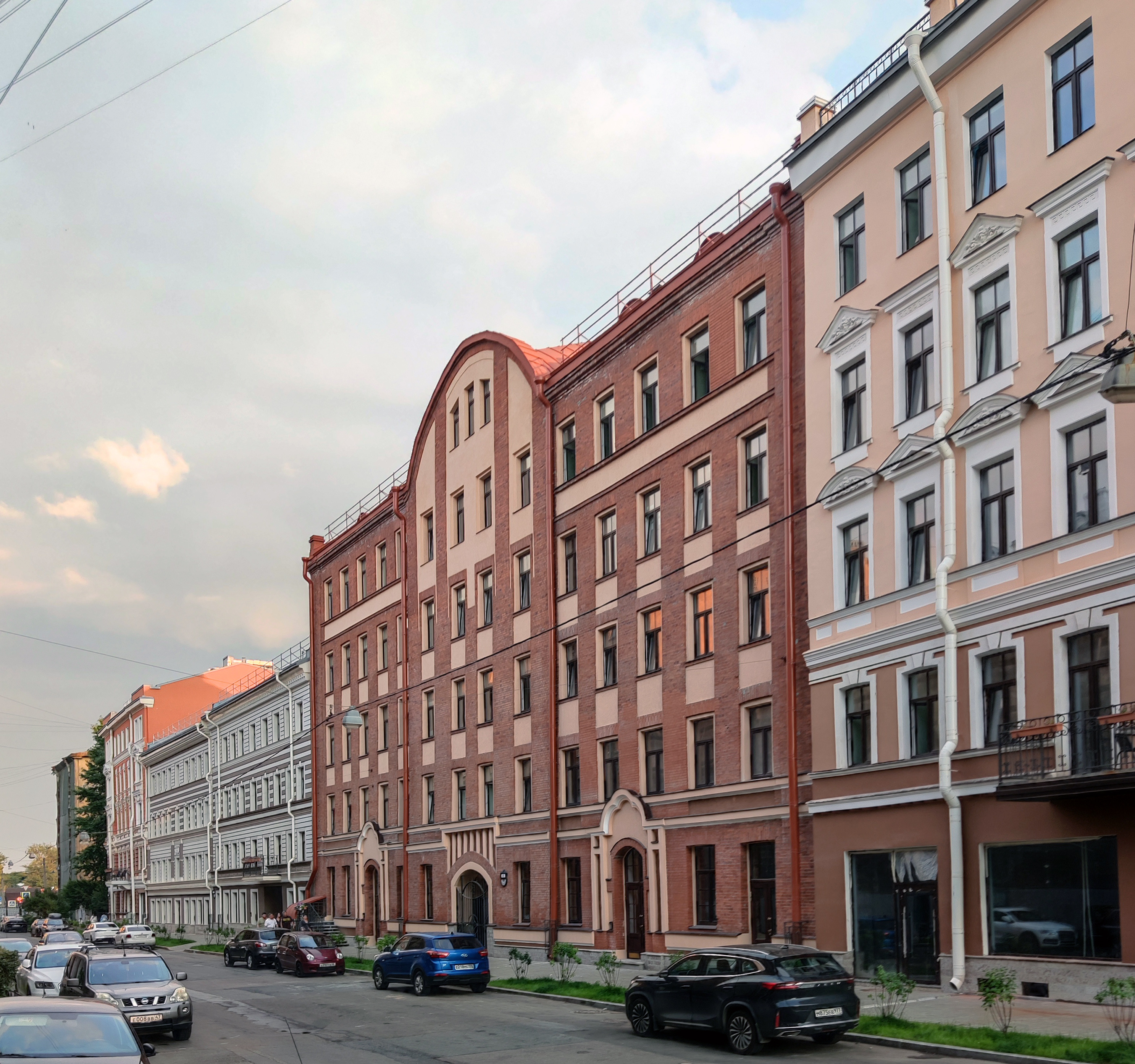
Тележная, д. 23

- Дом № 1 — администрация муниципального образования Лиговка-Ямская;
- Дом № 9 — дом купца Пантелея Фролова, 1909, арх. Ипполит Претро[2];
- Дом № 23 — доходный дом Голике, арх-р Василий Шауб, 1901[3];

- Дома № 21, 23, 25-27, 29А, 29Г — квартал исторической застройки, включающий пять дореволюционных зданий. В 1980-х годах, после строительства станции метро «Площадь Александра Невского», у некоторых зданий осел фундамент и повредились перекрытия. В 2007 году все здания признали аварийными и собирались расселить, после чего начались массовые протесты жильцов: по их мнению, компенсация стоимости их жилплощади была неравноценна, а дома подлежали капитальному ремонту[4][5]. В 2012 году губернатор Полтавченко пообещал не допустить сноса исторических зданий в центре города, однако уже в 2017 правительство города объявило тендер на подряд по демонтажу домов на Тележной[6]. ВООПиИК, градозащитники, депутат Борис Вишневский добились проведения независимой экспертизы. По её результатам было установлено, что дома подлежат восстановлению, обнаружились только локальные аварийные участки. После этого мэрия расторгла контракт на снос[7][8]. В 2018 году началась разработка проектов реконструкции, одним из предложений было создать в квартале молодёжный центр по патриотическому воспитанию[9]. В 2019 году было решено, что здания должны сохранить жилую функцию[10][11]. В 2021 комплекс зданий был выставлен на торги, лот выиграл бизнесмен Ян Бобрышев. По заявлению нового владельца, в реконструкцию зданий планируют вложить 450 млн рублей[12]. Поданный в КГИОП эскизный проект ремонта домов на Тележной был раскритикован ведомством и отправлен на доработку. ВООПИиК, однако, отметила его как образцовый, а претензии КГИОП характеризовала как надуманные и не касающиеся основного предмета согласования — сохранения внешнего облика зданий[13]. В 2022-м году Следственный комитет запросил документы по дому 21а, здание стало одним из вещдоков в ходе расследования уголовного дела против КГИОП[14].

- Дом № 31 — дом Кочетова, историческое здание 1903 года[15]. Как и группа домов № 21, 23, 25-27, 29А, 29Г, он также попадает под охранный закон Петербурга, запрещающий снос дореволюционных зданий. В 2016 году его признали аварийным и расселили к концу 2018-го, предполагалось, что после этого его выставят на торги с обременением по восстановлению для нового собственника[16]. Однако, «предпродажная подготовка» до конца 2021 года так и не была закончена, здание продолжало ветшать и страдало от пожаров[17]. По обновлённам данным на ноябрь 2023 года, здание входит в госпрограмму «Молодёжи — доступное жильё», ведётся разработка проекта капитального ремонта[15].
- Дом № 37, литера Х  781510394200005 — конюшенный двор Александро-Невской лавры.
- Дом № 37, литера Ф  781510394550005 — монастырская больница в конюшенном дворе Александро-Невской лавры.

## Пересечения
Улица граничит или пересекает следующие переулки и улицы:
- Харьковскую улицу
- Кременчугскую улицу
- улицу Профессора Ивашенцова
- Чернорецкий переулок